# توتينهام كورت رود (محطة مترو أنفاق لندن)
توتينهام كورت رود (بالإنجليزية: Tottenham Court Road)‏ هي إحدى محطات مترو أنفاق لندن. تقع على خط سينترال ونورذيرن أفتتحت في المنطقة (Zone) رقم 1 أفتتحت في 30 يوليو 1900.

## معرض صور

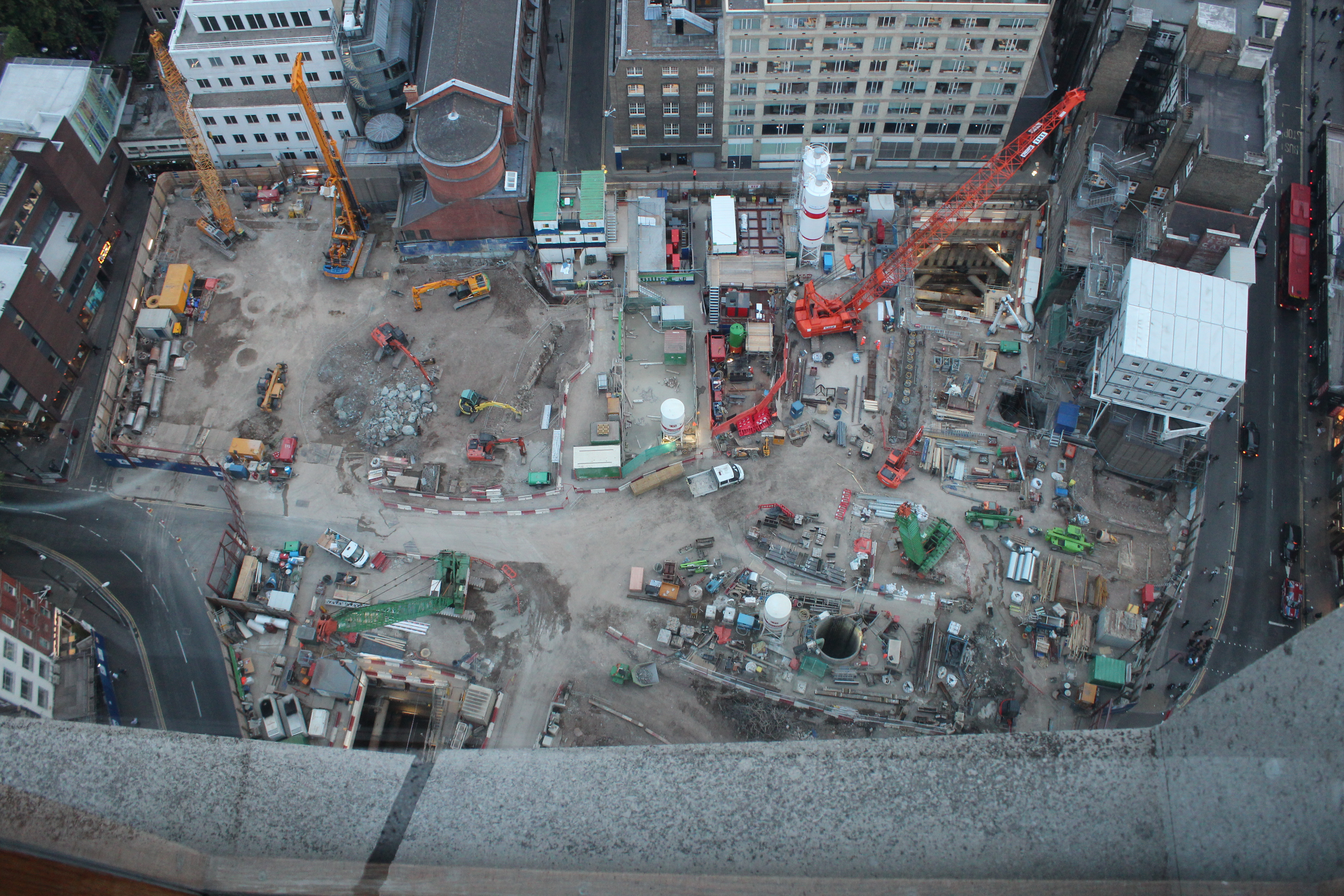
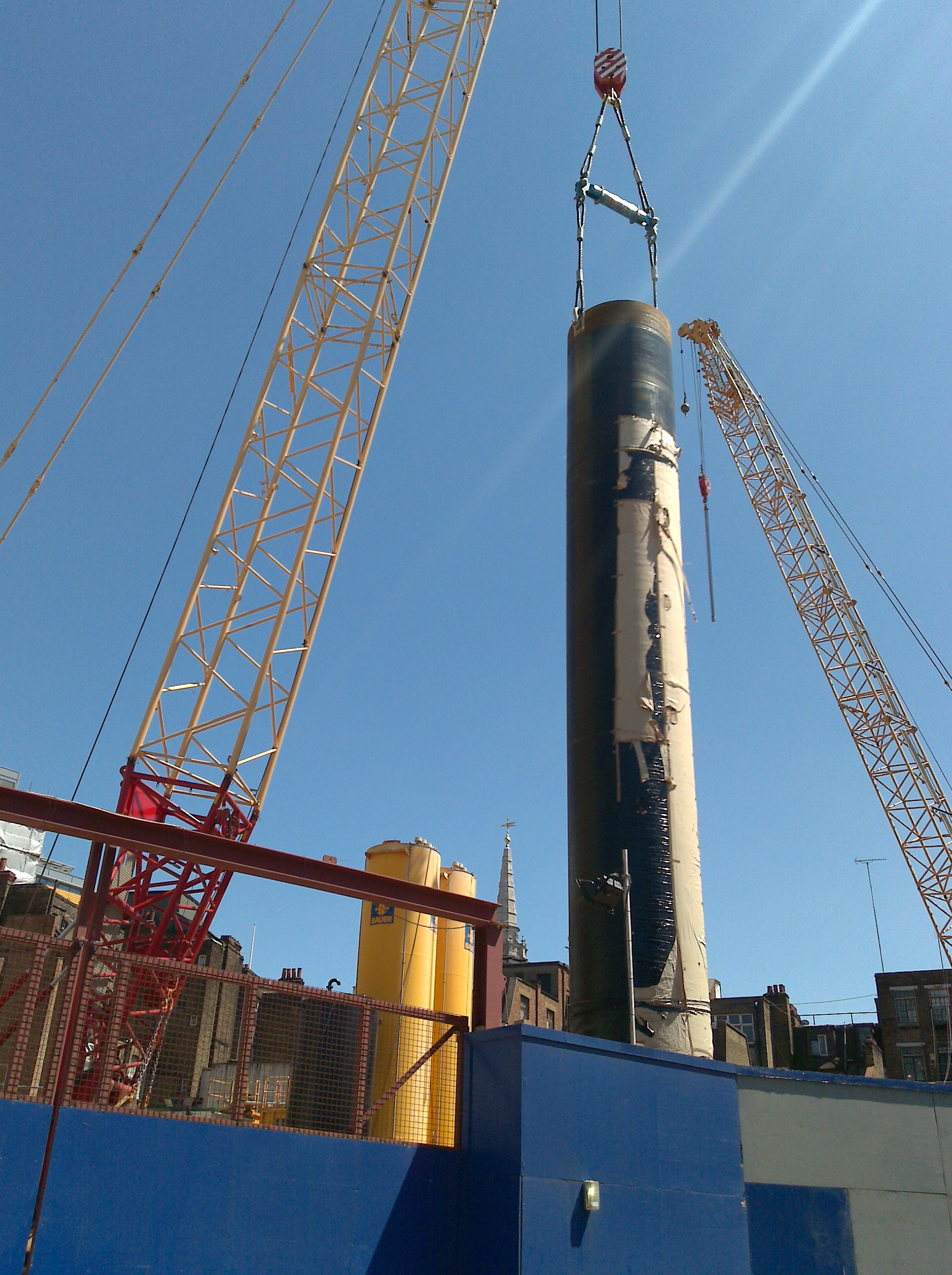
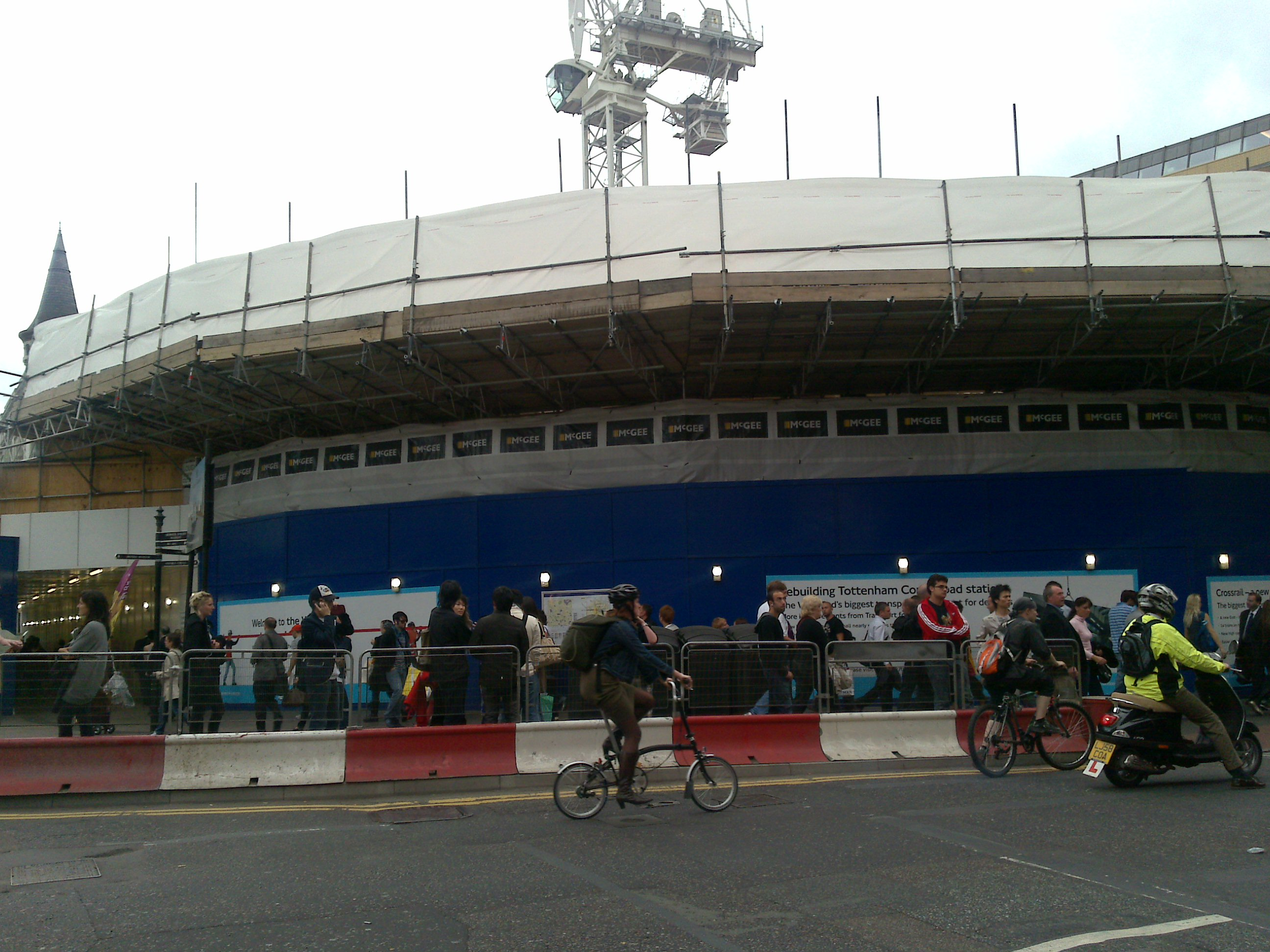
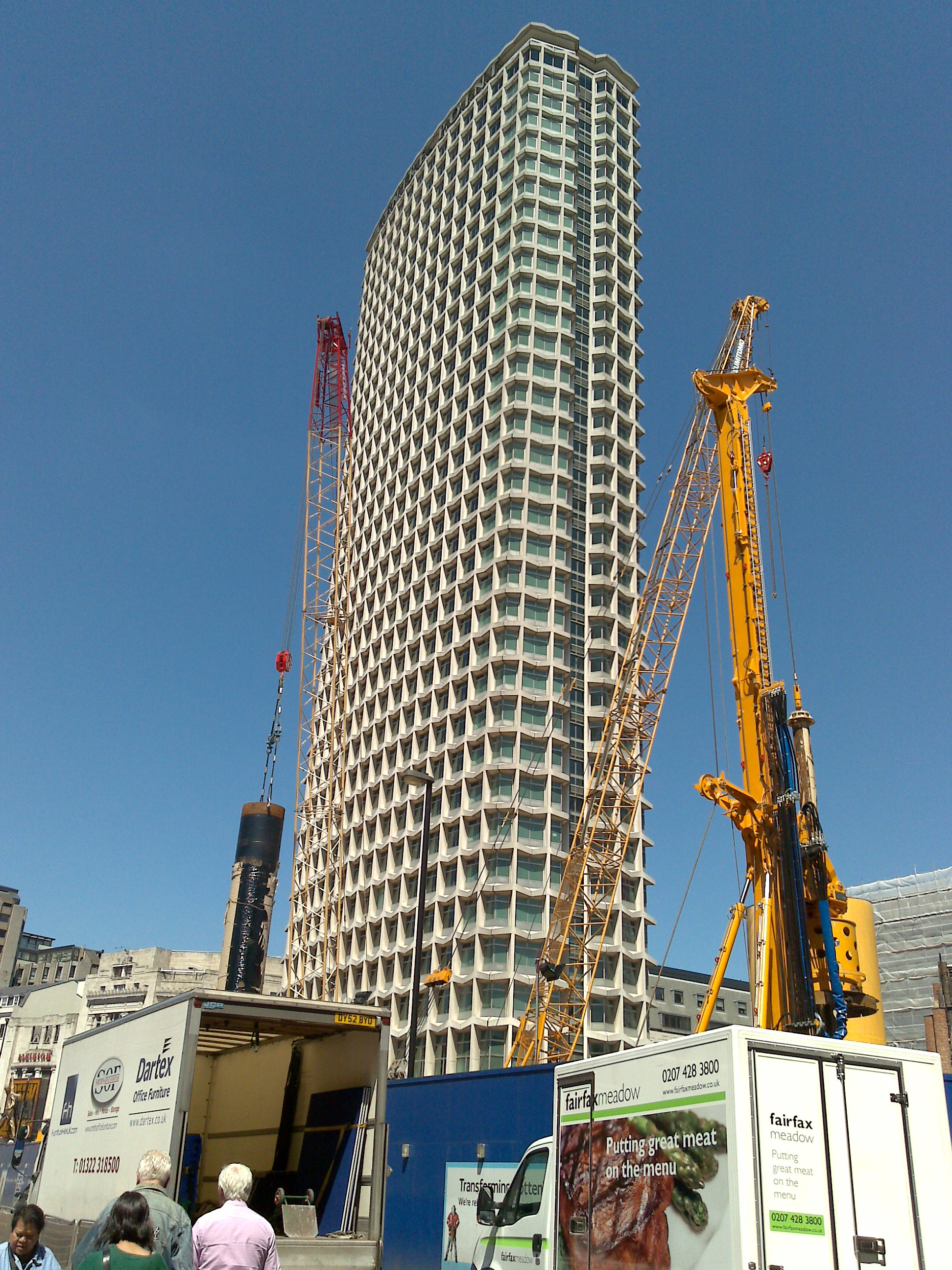